# Universidade Federal do Cariri
A Universidade Federal do Cariri (UFCA) é uma instituição de ensino superior pública federal brasileira, criada em 2013 e sediada na cidade de Juazeiro do Norte, no estado do Ceará. Possui campi nas cidades de Juazeiro do Norte, Crato, Barbalha, Brejo Santo e Icó.
A Universidade Federal do Cariri é resultado do desmembramento do Campus Cariri da Universidade Federal do Ceará (UFC). Sua desmembração foi sancionada pela lei nº 12.825, sancionada por Dilma Rousseff, presidente do país à época. A UFC passa a ser tutora da implantação, fornecendo suporte administrativo necessário à instalação total da nova universidade.

## História
Antes da sua lei de criação (Lei 12.826, de 5 de junho de 2013), a UFCA integrava a Universidade Federal do Ceará, que chegou ao Cariri ao implantar, em 2001, um curso de Medicina em Barbalha. 
Em 2006, a UFC implantou na região outros cinco cursos: Administração, Agronomia, Biblioteconomia, Engenharia Civil e Filosofia (Bacharelado e Licenciatura) - cujas aulas ocorriam em Juazeiro do Norte e no Crato. Em 20 de agosto de 2008, foi inaugurada a estrutura física do então campus avançado da UFC no Cariri, em Juazeiro do Norte. No ano seguinte, foram criados os cursos de Jornalismo, Engenharia de Materiais, Design e Música. Em 2010, veio o curso de Administração Pública e, em 2011, foi inaugurado o campus Crato.
Em agosto de 2011, o curso de Agronomia foi migrado para o campus do Crato.
Em 5 de junho de 2013, os campi do Cariri se desmembraram da UFC, dando origem a uma instituição autônoma: a UFCA, que atualmente conta com 25 cursos de graduação e possui enorme importância na região sul do Ceará.
Após a conquista da sua autonomia, a UFCA inaugurou os campi de Brejo Santo, que abriga o Instituto de Formação de Educadores (IFE/UFCA), e Icó, onde funciona o Instituto de Estudos do Semiárido (Iesa/UFCA).
Mais tarde, no campus Juazeiro do Norte, a UFCA implementou os cursos de Ciência da Computação, Ciências Contábeis, Matemática Computacional e Licenciatura em Letras-Libras – cujas primeiras aulas iniciaram em março de 2019. 
Em 2020, começaram as atividades do curso de Medicina Veterinária no campus do Crato.
Em 2024, foi anunciada a construção do Hospital Universitário (HU-UFCA) em Juazeiro do Norte, no mês de junho. Em 1º de outubro do mesmo ano, a universidade também anunciou a construção do Hospital Veterinário (HOVET), no município do Crato, com previsão de entrega para 2026. Poucos dias depois, em 4 de outubro de 2024, foi divulgada a expansão da UFCA, com a implementação de novos cursos: Farmácia e Psicologia, a serem ofertados no campus de Barbalha; e Engenharia de Software, Arquivologia e Museologia, no campus de Juazeiro do Norte. Esses cursos foram aprovados na 56ª Reunião Ordinária do Conselho Universitário (Consuni/UFCA), realizada em 26 de setembro de 2024. Na época, a Reitoria informou que o curso de Ciências Contábeis dobraráia sua oferta de vagas.

## Centros de Ensino
O Centro de Ciências e Tecnologia (CCT) é uma das Unidades Acadêmicas da Universidade Federal do Cariri (UFCA). Foi instituído em 23 de abril de 2014, por meio da Resolução nº 08/2014 do Conselho Superior Pro Tempore da UFCA (CONSUP/UFCA).  
O CCT está localizado no Campus Juazeiro do Norte, na Avenida Tenente Raimundo Rocha, nº 1639, Bairro Cidade Universitária, Juazeiro do Norte – Ceará, CEP 63048-080.  

### Cursos de Graduação
- [Engenharia Civil]
- [Engenharia de Materiais]
- [Ciência da Computação]
- [Matemática Computacional]
- [e Desenvolvimento de Sistemas]
- [Engenharia de Software]

### Pós-graduação

#### Lato sensu (Especialização)
- Engenharia de Infraestrutura Urbana

#### Stricto sensu (Mestrado Profissional)
- Mestrado Profissional em Matemática em Rede (PROFMAT)

## Periódicos científicos
A UFCA editora os seguintes periódicos:
- Folha de Rosto: revista de biblioteconomia e ciência da informação (vinculado ao Programa de Pós-Graduação em Biblioteconomia da UFCA);
- EntreAções: diálogos em extensão (vinculado à Pró-Reitoria de Extensão da UFCA);
- Araripe - Revista de Filosofia (vinculado ao Curso de Filosofia da UFCA).

## Ensino

### Campus Juazeiro do Norte
Graduação: Administração, Administração Pública e Gestão Social, Biblioteconomia, Ciência da Computação, Ciências Contábeis, Design, Engenharia Civil, Engenharia de Materiais, Filosofia (Bacharelado e Licenciatura), Jornalismo, Letras-Libras, Matemática Computacional e Música.

### Campus Crato
Graduação: Agronomia e Medicina Veterinária.

### Campus Barbalha
Graduação: Medicina.

### Campus Brejo Santo
Graduação: Ciências Biológicas, Física, Interdisciplinar em Ciências Naturais, Matemática, Pedagogia e Química.

### Campus Icó
Graduação à distância: Produção Multimídia, Análise e desenvolvimento de sistemas, Geografia, Filosofia e Matemática.

## Hospital Universitário
Em junho de 2024, foi anunciada a construção do Hospital Universitário da UFCA, em Juazeiro do Norte, e gerido pela EBSERH. A obra foi planejada para oferecer atendimento humanizado e com tecnologia de ponta, visando obter 100% do seu atendimento voltado para o Sistema Único de Saúdo (SUS). A unidade hospitalar é composta por 200 leitos, sendo 40 Unidades de Terapia Intensiva (UTI), em 20 mil metros quadrados de área construída.  
Sua estrutura abriga especialidades como cardiologia (hemodinâmica), neurologia, especialidades ambulatoriais acopladas, entre outras. Conta ainda com um centro de formação médica e multidisciplinar, sendo também um polo de inovação em saúde, com dispositivos de saúde digital, robótica e recursos digitais voltados à assistência e ao ensino. A unidade também disponibiliza exames de diagnóstico, como ressonância, tomografia e raio X, além de oferecer tratamento de oncologia com radioterapia e quimioterapia.  

A construção do HU-UFCA visa contribuir para a formação/especialização e fixação de profissionais de saúde do Ceará, beneficiando 400 alunos do curso de Medicina da UFCA, de sete residências médicas (clínica médica, cirurgia geral, pediatria, patologia, ginecologia e obstetrícia, medicina de família e comunidade, ortopedia e traumatologia).